# Cherameh (Verwaltungsbezirk)
Cherameh oder Kherameh (persisch خرامه Cherāmeh, DMG Ḫerāmeḥ) ist ein Schahrestan (persisch شهرستان) in der iranischen Provinz Fars. Er enthält die Stadt Cherameh, welche die Hauptstadt des Verwaltungsbezirks ist. 

## Demografie
Bei der Volkszählung 2016 betrug die Einwohnerzahl des Schahrestan 54.864. Die Alphabetisierung lag bei 85 Prozent der Bevölkerung. Knapp 37 Prozent der Bevölkerung lebten in urbanen Regionen.
| Zensusjahr | Einwohnerzahl |
| ---------- | ------------- |
| 2011       | 61.580        |
| 2016       | 54.864        |